# Mabel Gay
Mabel Gay, född den 5 maj 1983 i Santiago de Cuba, är en kubansk friidrottare som tävlar i tresteg.
Gay var en stor stjärna som junior och hon vann VM för ungdomar 1999 och VM för juniorer 2002. Som senior var hennes första internationella mästerskapsfinal VM-finalen 2003 där hon slutade på femte plats. Hon misslyckades att ta sig till final vid Olympiska sommarspelen 2008.
Vid VM 2009 hoppade hon 14,53 meter vilket räckte till en silvermedalj bakom landsmannen Yargelis Savigne.

## Personliga rekord
- Tresteg - 14,66 meter från 2007